# スマートショッピング
株式会社スマートショッピング（英: SmartShopping, Inc.）は、東京都品川区に本社を置く日本の企業。BtoC向けの通販支援サービスとBtoB向けの日本初の在庫専用のIoT重量計「スマートマット（SmartMat）」を使った自動購入サービスの開発と運営の2つの事業を展開している。2014年11月に志賀隆之と林英俊が設立した。

## 沿革
- 2014年
  - 11月 - 株式会社スマートショッピング設立。
- 2017年
  - 10月 - スマートマット（SmartMat）を使った自動購入サービス開始を発表。
- 2018年
  - 1月   - オフィス移転。
  - 2月   - 第三者割当増資の実施により総額約2億円を調達[1]。
  - 10月 - スマートマット（SmartMat）の法人向けサービス開始を発表[2]。
- 2019年
  - 3月   - EY Innovative Startup 2019（主催：EY新日本有限責任監査法人） Commerce部門受賞[3]。
  - 5月   -一般社団法人五反田バレー加入。

## スマートショッピング
スマートショッピング（SmartShopping）とは、日本にて主に日用品・食品通販の価格比較サービスを提供している通販支援サイトである。Amazon.co.jp、楽天市場、Yahoo!ショッピングをはじめ、主要EC14サイトの商品の価格比較ができる。おむつやトイレットペーパー、お水、お米など日用品・食品の他にもお酒やコスメ・化粧品、家電製品、ペットフードなどのペット用品などジャンル問わず、約130万商品を取り扱っている。

## スマートマット
「スマートマット（SmartMat）」とは、日本初の在庫専用のIoT重量計。在庫管理したい商品をマットの上に載せるだけで残りの在庫量が可視化でき、あらかじめ設定した重量以下の数値になるとメールで知らせてくれるだけではなく、取引先への自動発注も可能となっている。